# Tear Your Soul Apart
Tear Your Soul Apart est un EP du groupe de heavy metal britannique Venom. Il sortit en 1990.
Il contient une reprise live de la piste Hell Bent For Leather du groupe Judas Priest, renommée Hellbent.

## Liste des titres
| No | Titre                                   | Durée |
| -- | --------------------------------------- | ----- |
| 1. | Skool Daze                              | 03:49 |
| 2. | Bursting Out                            | 02:39 |
| 3. | The Ark                                 | 03:42 |
| 4. | Civilized                               | 03:27 |
| 5. | Angel Dust                              | 02:38 |
| 6. | Hellbent (reprise live de Judas Priest) | 02:21 |